# Shimizu Kohei
Shimizu Kohei (清水 航平 Shimizu Kōhei, sinh ngày 30 tháng 4 năm 1989 ở Munakata, Fukuoka) là một cầu thủ bóng đá người Nhật Bản hiện tại thi đấu cho Shimizu S-Pulse.

## Thống kê sự nghiệp

### Câu lạc bộ
Cập nhật đến ngày 23 tháng 2 năm 2018.
| Câu lạc bộ          | Mùa giải | Giải vô địch | Giải vô địch | Cúp1    | Cúp1      | Cúp Liên đoàn2 | Cúp Liên đoàn2 | Châu lục3 | Châu lục3 | Khác4   | Khác4     | Tổng    | Tổng      |
| Câu lạc bộ          | Mùa giải | Số trận      | Bàn thắng    | Số trận | Bàn thắng | Số trận        | Bàn thắng      | Số trận   | Bàn thắng | Số trận | Bàn thắng | Số trận | Bàn thắng |
| ------------------- | -------- | ------------ | ------------ | ------- | --------- | -------------- | -------------- | --------- | --------- | ------- | --------- | ------- | --------- |
| Sanfrecce Hiroshima | 2008     | 4            | 1            | 0       | 0         | –              | –              | –         | –         | –       | –         | 4       | 1         |
| Sanfrecce Hiroshima | 2009     | 1            | 0            | 0       | 0         | 2              | 0              | –         | –         | –       | –         | 3       | 0         |
| Sanfrecce Hiroshima | 2010     | 4            | 0            | 1       | 0         | 0              | 0              | 3         | 0         | –       | –         | 8       | 0         |
| Sanfrecce Hiroshima | 2011     | 0            | 0            | 0       | 0         | 1              | 0              | –         | –         | –       | –         | 1       | 0         |
| Sanfrecce Hiroshima | 2012     | 24           | 4            | 1       | 0         | 5              | 1              | –         | –         | –       | –         | 30      | 5         |
| Sanfrecce Hiroshima | 2013     | 19           | 0            | 5       | 0         | 2              | 0              | 2         | 0         | 4       | 0         | 32      | 0         |
| Sanfrecce Hiroshima | 2014     | 21           | 0            | 2       | 1         | 4              | 0              | 1         | 0         | 1       | 0         | 29      | 1         |
| Sanfrecce Hiroshima | 2015     | 16           | 2            | 5       | 0         | 6              | 2              | –         | –         | 5       | 0         | 32      | 4         |
| Sanfrecce Hiroshima | 2016     | 31           | 0            | 2       | 0         | 2              | 0              | 6         | 1         | 0       | 0         | 41      | 1         |
| Sanfrecce Hiroshima | 2017     | 12           | 0            | 2       | 0         | 4              | 0              | –         | –         | –       | –         | 18      | 0         |
| Shimizu S-Pulse     | 2017     | 9            | 0            | 0       | 0         | –              | –              | –         | –         | –       | –         | 9       | 0         |
| Tổng                | Tổng     | 141          | 7            | 18      | 1         | 26             | 3              | 12        | 1         | 10      | 0         | 207     | 12        |

1Bao gồm Cúp Hoàng đế Nhật Bản.
2Bao gồm J. League Cup.
3Bao gồm Giải vô địch bóng đá các câu lạc bộ châu Á.
4Bao gồm Giải bóng đá Cúp câu lạc bộ thế giới, Siêu cúp Nhật Bản và J. League Championship.

## Danh hiệu

### Câu lạc bộ
Sanfrecce Hiroshima
- J1 League (3): 2012, 2013, 2015
- J2 League (1): 2008
- Siêu cúp Nhật Bản (4): 2008, 2013, 2014, 2016